# Ch'ien Mu
 (février 2024).
La mise en forme du texte ne suit pas les recommandations de Wikipédia : il faut le « wikifier ».
Les points d'amélioration suivants sont les cas les plus fréquents. Le détail des points à revoir est peut-être précisé sur la page de discussion.
- Les titres sont pré-formatés par le logiciel. Ils ne sont ni en capitales, ni en gras.
- Le texte ne doit pas être écrit en capitales (les noms de famille non plus), ni en gras, ni en italique, ni en « petit »…
- Le gras n'est utilisé que pour surligner le titre de l'article dans l'introduction, une seule fois.
- L'italique est rarement utilisé : mots en langue étrangère, titres d'œuvres, noms de bateaux, etc.
- Les citations ne sont pas en italique mais en corps de texte normal. Elles sont entourées par des guillemets français : « et ».
- Les listes à puces sont à éviter, des paragraphes rédigés étant largement préférés. Les tableaux sont à réserver à la présentation de données structurées (résultats, etc.).
- Les appels de note de bas de page (petits chiffres en exposant, introduits par l'outil «  Source ») sont à placer entre la fin de phrase et le point final[comme ça].
- Les liens internes (vers d'autres articles de Wikipédia) sont à choisir avec parcimonie. Créez des liens vers des articles approfondissant le sujet. Les termes génériques sans rapport avec le sujet sont à éviter, ainsi que les répétitions de liens vers un même terme.
- Les liens externes sont à placer uniquement dans une section « Liens externes », à la fin de l'article. Ces liens sont à choisir avec parcimonie suivant les règles définies. Si un lien sert de source à l'article, son insertion dans le texte est à faire par les notes de bas de page.
- La présentation des références doit suivre les conventions bibliographiques. Il est recommandé d'utiliser les modèles {{Ouvrage}}, {{Chapitre}}, {{Article}}, {{Lien web}} et/ou {{Bibliographie}}. Le mode d'édition visuel peut mettre en forme automatiquement les références.
- Insérer une infobox (cadre d'informations à droite) n'est pas obligatoire pour parachever la mise en page.

Pour une aide détaillée, merci de consulter Aide:Wikification.
Si vous pensez que ces points ont été résolus, vous pouvez retirer ce bandeau et améliorer la mise en forme d'un autre article.
 (février 2024).
Si vous disposez d'ouvrages ou d'articles de référence ou si vous connaissez des sites web de qualité traitant du thème abordé ici, merci de compléter l'article en donnant les références utiles à sa vérifiabilité et en les liant à la section « Notes et références ».
En pratique : Quelles sources sont attendues ? Comment ajouter mes sources ?
Ch'ien Mu, ou Qian Mu (en Chinois : 錢穆), né le 30 juillet 1895 à Wuxi dans la province du Jiangsu et mort le 30 août 1990 à Taipei, est un historien, philosophe et écrivain chinois. Il est considéré comme l'un des plus grands philosophes et historiens chinois du XXe siècle. On le reconnait comme étant l'un des quatre plus grands historiens de la Chine moderne aux côtés de Lü Simian, Chen Yinke et Chen Yuan.

## Biographie

### Jeunesse: Jiangsu, Pékin
Ch'ien Mu est issu de la prestigieuse famille Ch'ien (Qian) de Wuxi. Ses ancêtres seraient Qian Liu (852-932) fondateur du royaume de Wuyue (907-978) durant la période des cinq dynasties et des dix royaumes. Ch'ien Mu naît à Qifang Qiao Village (七房橋), à wuxi dans la province du Jiangsu. Son biographe Jerry Dennerlien décrit le monde de son enfance comme « un petit cosmos pesant » de rituels, festivals et croyances. Peu éduqué, il gagna cependant en connaissance sur l'histoire chinoise et sur la culture grâce à l'éducation de sa famille et son travail personnel.
Il commença sa carrière dans l'enseignement en tant qu'enseignant dans une école primaire dans sa ville natale à l'âge de dix-huit ans.
Recommandé et invité par un autre historien célèbre Gu Jiegang, Ch'ien Mu fut embauché comme maître de conférences à l'Université de Yenching en 1930. Il commença sa carrière d'enseignant dans plusieurs autres universités comme l'Université Tsinghua et l'Université de Pékin jusqu'en 1937, lorsque Pékin fut occupée par l'armée japonaise.

### Hong Kong
Au milieu de la victoire communiste durant la guerre civile, Ch'ien arrive à Hong Kong grâce à la recommandation de Chang Chi-yun en 1949. Avec l'aide de la Yale-China Association, avec Tang Chun-i, Tchang Pi-kai et d'autres universitaires, il cofonda le New Asia College dont il fut président de 1949 à 1965. Ce collège diplôme de nombreux grands érudits et membres exceptionnels de diverses communautés. Après que le New Asia College soit devenu un collège membre de l'Université chinoise de Hong Kong et ait déménagé à Ma Liu Shui, Sha Tin, Ch'ien Mu démissiona. En public, il a déclaré qu'il souhaitait consacrer plus de temps à ses études, mais en privé, il a révélé qu'il estimait que le collège perdait sa liberté et risquait de disparaître. Il a ensuite fondé la New Asia Middle School en tant qu'école secondaire chinoise à but non lucrative sur l'ancien campus du collège. Il reçut plus tard des doctorats honorifiques de l'Université de Yale et de l'Université de Hong Kong.
Il enseigna à l'Université de Malaisie avant de retourner à Hong Kong.

### Taïwan

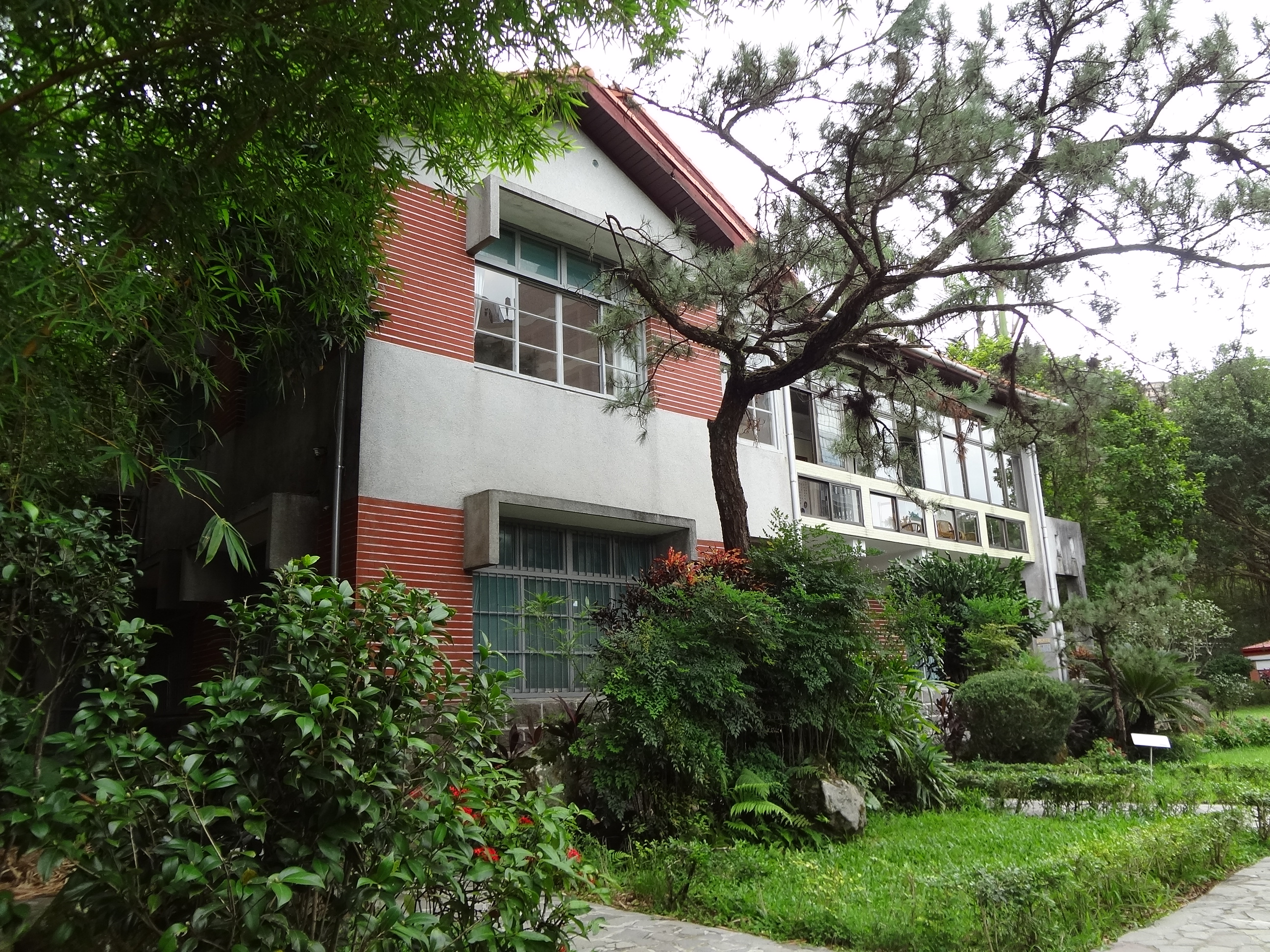
Maison Chien Mu à Taipei, Taïwan.

Ch'ien déménaga à Taiwan en octobre 1967 après avoir accepté une invitation du président Tchang Kaï-chek en réponse aux émeutes de gauche à Hong Kong en 1967. En 1968, il fut choisi comme membre de l'Academia Sinica, ce qui remédia un peu à son regret de ne pas avoir pu être élu membre de cet Institut lors de la première élection de 1948.
Il reçut un terrain à Waishuangxi dans le district de Shilin pour construire sa maison Sushulou (素書樓) tout en continuant des recherches universitaires indépendantes et en donnant des conférences dans différentes universités taïwanaises.
Ch'ien prit sa retraite de l'enseignement en 1984. Après être devenu l'un des trois collèges constitutifs de l'Université chinoise de Hong Kong, le New Asia College inaugura en 1978 les "conférences Ch'ien Mu" en son honneur.
Le 1er juin 1990, deux hommes politiques du Parti démocrate progressiste, Chen Shui-bian et Chou Po-lun, accusèrent Ch'ien d'occuper des terres publiques car ils jugeaient le don de Tchang Kaï-chek comme illégal. Ch'ien et sa femme ont quitté Sushulou et ont déménagé dans un immeuble au centre-ville de Taipei[Quand ?].
Ch'ien est décédé le 30 août 1990, un peu moins de trois mois après avoir été contraint de quitter Sushulou. De nombreux partisans de Ch'ien ont condamné la pratique de Chen et Chou consistant à utiliser Ch'ien pour marquer des points  contre le Kuomintang. Chen et Chou se sont depuis excusés pour les dommages causés par leurs accusations envers Ch'ien, et Sushulou abrite désormais le mémorial de Ch'ien Mu.

## Travaux
Les travaux de Ch'ien portent principalement sur les classiques chinois, ainsi que l'histoire et la pensée confucéenne. Contrairement à de nombreux intellectuels chinois du XXe siècle influencés par le mouvement de la nouvelle culture des années 1910, qui étaient fondamentalement sceptiques à l’égard de la pensée traditionnelle chinoise et du confucianisme, il a insisté sur l’importance des valeurs traditionnelles de la culture chinoise. Au moment de sa mort en 1990, ses objections au rejet de la tradition du confucianisme avaient gagné en crédibilité, en partie grâce à l'influence de son élève du New Asia College, Yu Ying-shih.
Ch'ien Mu était un érudit extrêmement travailleur et prolifique, publiant environ 76 ouvrages au cours de sa vie. Après sa mort, ses œuvres complètes ont été rassemblées et éditées en 54 volumes, publiés en 1994 par Linking Publishing Company à Taipei. En 2011, une édition révisée de ses œuvres complètes a été publiée à Pékin par Jiuzhou Publishing Company en chinois traditionnel.
Œuvres principales :
1. Une histoire générale de la Chine ( Guoshi dagang國史大綱) ;
2. Commentaires sur le menton wen / ku wen ( Nouveau texte/Ancien texte) Controverse en Han ( Lianghan jingxue jin gu wen ping yi 兩漢經學今古文評議)
3. Une nouvelle biographie de la vie académique de Zhu Xi ( Zhuzi xin xue'an朱子新學案)
4. Une histoire scolaire de la Chine à la fin de 300 ans ( Zhongguo jin sanbai nian xueshu shi中國近三百年學術史)
5. Histoire de la dynastie Qin et Han ( Qin Han shi秦漢史)
6. Néoconfucianisme sous les dynasties Song et Ming ( Song Ming Lixue宋明理學)
7. Examiner le peuple et la culture chinois à travers l'histoire chinoise ( Cong Zhongguo lishi lai kan Zhongguo minzu xing ji Zhongguo wenhua從中國歷史來看中國民族性及中國文化)

## Critiques
(février 2024).
Les critiques des idées de Ch'ien, tel que Li Ao, ont tendance à se concentrer sur son manque de connaissance des courants de pensée non chinois lorsqu'il écrivit ses traités sur les études culturelles, et sur son manque d'objectivité et d'arguments basés sur des méthodes scientifiques pour justifier sa défense de la culture chinoise traditionnel. Wong Young-tsu (zh) condamne le parti pris de Ch'ien en le qualifiant de « traditionaliste du 19e siècle » dans son « Commentaire sur le traité de Ch'ien Mu sur les érudits chinois pendant la dynastie Qing » (錢穆論清學史述評) pour son incapacité à mettre en perspective les courants de pensée du XIXe siècle avec les pensées plus contemporaines (XXe siècle). Il ne faut cependant pas oublier que l'opposition est basée sur le soutien des critiques à l'héritage du Mouvement pour une nouvelle culture, ce que Ch'ien a explicitement rejeté.
Un autre thème récurrent chez les critiques de Ch'ien, à partir des années 1930, concerne sa défense du système politique chinois traditionnel, dirigé par un monarque mais avec un gouvernement composé de mandarins, en tant que forme de gouvernement représentatif, comme un fantasme simpliste.
Ch'ien Mu a également été critiqué pour s'être investi dans trop de domaines académiques différents. Par exemple, ses recherches sur la littérature chinoise ont été considérées comme « non professionnelles ». Son travail sur le taoïsme et le Zhuangzi : Zhuangzi Zuan Jian莊子纂箋 lui avait aussi longtemps attiré des critiques.

## Mémorial
- Bibliothèque Ch'ien Mu du New Asia College
- Ancienne résidence de Ch'ien Mu à Hongshan 鴻山, Wuxi (province du Jiangsu)

## Portrait
- Qian Mu. Un portrait de Kong Kai Ming à la Galerie de portraits d'écrivains chinois (Bibliothèque de l'Université baptiste de Hong Kong).